# Nynorsk

Recensement des langues officiellement adoptées par les municipalités en 2007. Le nynorsk figure en bleu, et le bokmål en rouge. Les communes grisées ne se sont pas prononcées.

Le nynorsk (littéralement : « néo-norvégien ») prononcé : /ˈnỳː.nɔʂk/, /ˈnỳː.nɔʁsk/), appelé landsmål avant 1930, est l'une des deux normes de la langue écrite norvégienne ; la seconde étant le bokmål. Le 12 mai 1885, une loi considère les deux langues comme égales, et en 1980 elles sont toutes deux reconnues comme langues officielles. Le nynorsk est utilisé aujourd’hui par environ 10 à 15 % de la population.

## Terminologie
Le terme « nynorsk » peut désigner plusieurs choses :
1. Tel que défini en introduction et qui concerne cet article.
2. Le norvégien sous sa forme moderne, par opposition au vieux norvégien et au moyen norvégien. Le nynorsk ainsi défini trouve son origine autour des années 1550-1600, et correspond à toutes les normes modernes du norvégien, c'est-à-dire le nynorsk lui-même, le bokmål, le landsmål, le høgnorsk ou le riksmål.

« Nynorsk » peut être utilisé comme adjectif correspondant aux deux significations du substantif données ci-dessus.

## Élaboration du nynorsk
Après avoir voyagé dans toute la Norvège pendant quatre ans, Ivar Aasen publie en 1848 Det norske Folkesprogs Grammatik (Grammaire de la langue norvégienne populaire) puis Ordbog over det norske Folkesprog (Dictionnaire de la langue norvégienne populaire) en 1850. En 1853 sort Prøver af Landsmaalet i Norge (Essai sur la Langue du pays en Norvège), qui est sa proposition pour une nouvelle norme linguistique fondée sur un rassemblement de tous les dialectes norvégiens qu’il a étudiés. L’essentiel de l’ouvrage provient des dialectes des régions du Vestland, de l’intérieur de l’Østland, du Trøndelag et de la partie sud du Nordland. Ceux du sud de l’Østland et du Sørland ont moins été utilisés car ils ont été trop influencés par le danois et ne reflètent pas les dialectes originels.
Le nynorsk a été construit grâce à l’assemblage des dialectes étudiés par Ivar Aasen. Dans les cas de mots présentant de nombreuses différences selon les dialectes, Ivar Aasen a suivi la méthode historique/étymologique. Schématiquement, cela signifie qu’il a cherché une origine commune aux formes variantes. Par exemple, si les dialectes variaient entre les formes gutta, gutane, gutan, et guttane, l'auteur choisissait de l’orthographier gutarne qu’il considérait se rapprocher au mieux des autres formes. Dans certains cas cela menait à l’utilisation de formes qui n’étaient plus d’usage. Beaucoup ont alors été enlevées ou considérées comme facultatives.

## Statistiques sur le nynorsk
Il est difficile de savoir quelle est la part de la population norvégienne qui utilise le nynorsk comme langue écrite usuelle, mais elle est estimée à 10 et 12 %. Le rapport no 48 du Storting de 2002-2003, a constaté que le nynorsk était plutôt localisé dans les régions de l’ouest.
En 2002, 27 % des communes (qui regroupent 12 % de la population) ont adopté le nynorsk comme langue principale contre 37 % pour le bokmål, 36 % étant neutres. Sur 4 549 publications norvégiennes en 2000, 8 % étaient en nynorsk contre 92 % en bokmål ou en riksmål. Au 1er octobre 2002, 89 679 élèves, soit 14,7 % des élèves de l’école primaire, avaient pour langue écrite usuelle le nynorsk. La grande majorité vit dans le Vestland (l’ouest), où la part du nynorsk est de 45,24 %. Hors du Vestland, cette part s’élève à 2,7 % (chiffres de 2003). Ce pourcentage a chuté dans la période de l’après-guerre, et le pourcentage d’élèves qui fréquentent des lycées nynorsk est de plus en plus réduit, même si l’on ne connaît pas les chiffres exacts. Toutefois, 10-11 % des conscrits norvégiens déclarent utiliser le nynorsk, 11 % de la population reçoit sa déclaration de revenus en nynorsk et 8,46 % des utilisateurs de la banque postale se déclarent utilisateurs de cette langue.